# Treset

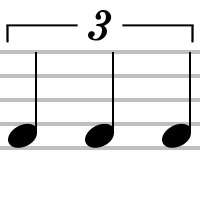
Treset

En música, un treset és un grup de tres notes que s'interpreten en el temps que caldria interpretar-ne només dues. S'indica, en general, afegint una barra sobre elles amb el número 3, que és la subdivisió més feta servir, ja que també existeixen altres particions com són el sextet, el quintet, el septet, etc.
El treset és un grup de valoració especial per reducció, ja que en entrar tres en el temps de dos, les seves figures són necessàriament més ràpides. El treset s'utilitza normalment per aconseguir subdivisió ternària en compassos de subdivisió binària.